# Nokia Lumia 1020
Das Nokia Lumia 1020 ist ein Smartphone des finnischen Herstellers Nokia, welches besonders auf die Themen Fotografie und mobile Bildbearbeitung Wert legt. Es wurde im Juli 2013 von Stephen Elop im Rahmen einer Pressekonferenz vorgestellt und war seit September 2013 offiziell für 699 € in Deutschland erhältlich.

## Technische Daten
Das Nokia Lumia 1020 besitzt ein 4,5 Zoll großes OLED-Display mit einer Auflösung von 1280 × 768 Pixeln. Als Prozessor kommt der Qualcomm-Snapdragon-S4-Prozessor mit 2 Kernen und einem Takt von 1,5 Gigahertz zum Einsatz, mit 2 Gigabyte Arbeitsspeicher. Dem Nutzer stehen darüber hinaus 32 bzw. 64 Gigabyte an Massenspeicher zur Verfügung.
Der Akkumulator des Lumia 1020 ist 2000 mAh groß und kann sowohl über den microUSB-Eingang, als auch induktiv („kabellos“) über den Qi-Standard geladen werden. Hierzu ist jedoch ein separates Addon-Cover erforderlich. 
Als Funkverbindungen stehen dem Nutzer WLAN, Bluetooth 4.0 und NFC zur Verfügung.

## Digitalkameras

### Hauptkamera
Eine Besonderheit des Lumia 1020 ist die Hauptkamera, die über einen vergleichsweise großen 1/1,5-Zoll-Sensor mit 41,3 Megapixeln und eine 6-Linsen-Optik von Carl Zeiss verfügt, der Vorgänger Nokia 808 hat jedoch einen etwas größeren 1/1,2-Zoll-Sensor. Damit können Fotos in bis zu 38 Megapixeln (4:3-Format) bzw. 34 Megapixeln im 16:9-Format aufgenommen werden. Videos können in 1080p mit bis zu 30 FPS angefertigt werden. Vorgesehen ist jedoch, die Fotos auf 7 bzw. 5 Megapixel zu komprimieren, um weniger Speicherplatz zu belegen.
Das Objektiv besitzt eine f/2.2-Blende und eine Festbrennweite von 26 mm. Zudem ist ein Optischer Bildstabilisator installiert.
Das Lumia 1020 verfügt auch über eine dedizierte Kamerataste.

### Frontkamera
Die Weitwinkel-Frontkamera löst mit 1,2 Megapixeln auf und besitzt eine f/2.4-Blende. Videos können in 720p aufgenommen werden.

## Software

### Betriebssystem
Auf dem Lumia 1020 ist das Betriebssystem Windows Phone 8 von Microsoft vorinstalliert. Ein Upgrade auf Windows Phone 8.1 und Windows Phone 8.1 Update 1 ist möglich.

### Vorinstallierte Apps
Auf dem Lumia 1020 sind unter anderem Nokias hauseigener Kartendienst here und die Kamera-Software Nokia Pro Camera vorinstalliert. Mit letzterer können Fotos in der maximalen Auflösung aufgenommen werden, die Standard-Kamera-App kann hingegen maximal 8-Megapixel-Fotos aufnehmen. Zusätzlich sind noch Apps für mobile Bildbearbeitung installiert.

## Design
Das Nokia Lumia 1020 war in den 3 Farben gelb, schwarz und weiß erhältlich. Das Gehäuse besteht aus Polycarbonat, der charakteristische Kamera-Bereich hingegen ist bei allen Varianten aus schwarzem Aluminium gefertigt.

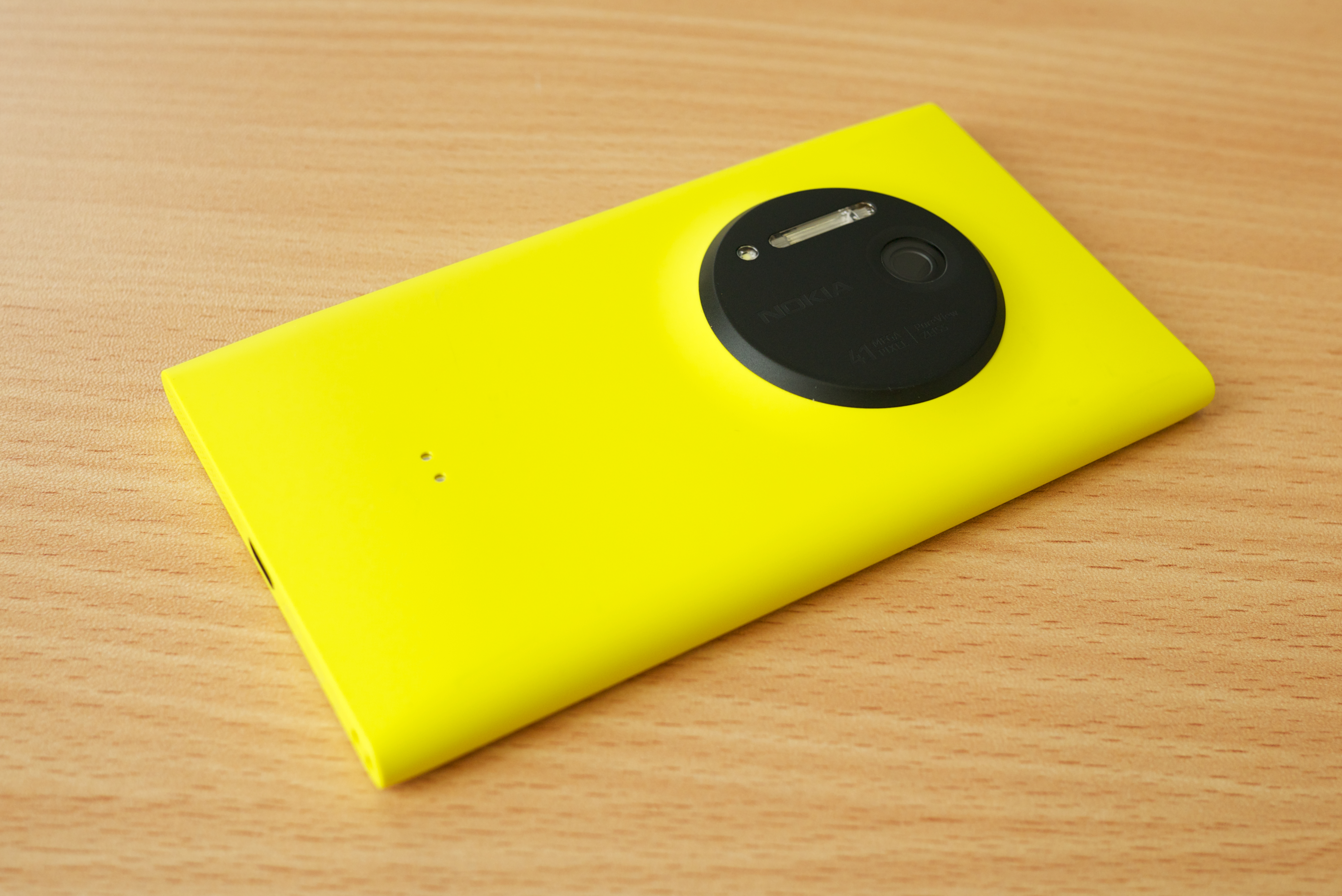
Nokia Lumia 1020 in gelb
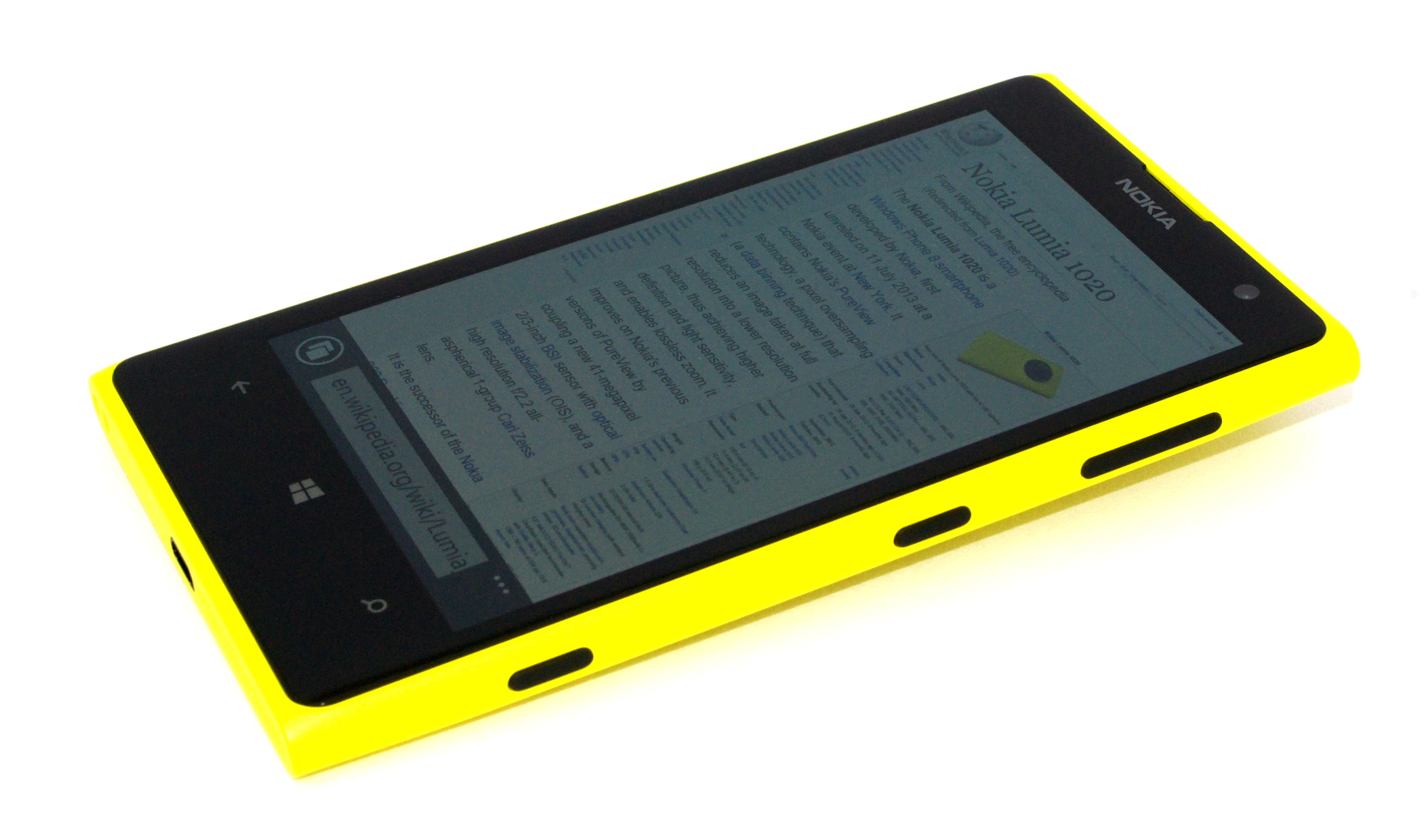
Lumia 1020 von vorne
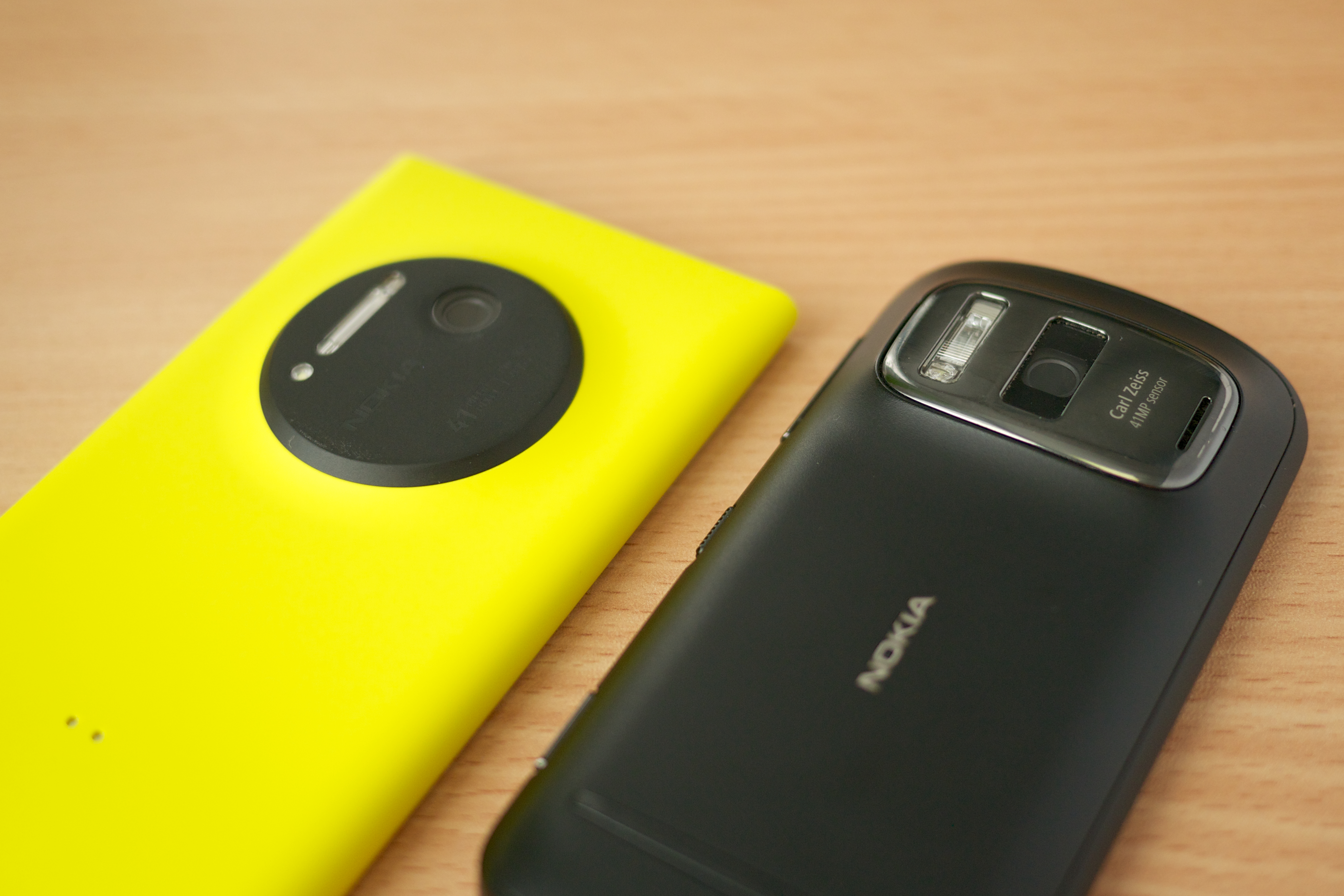
Lumia 1020, neben seinem Vorgänger dem Nokia 808 PureView
Produktlogo des Lumia 1020
Lumia 1020 mit dem Homescreen von Windows Phone 8

## Zubehör

### Camera-Grip
Als offizielles Zubehör war unter anderem der Camera-Grip erhältlich, eine Hülle mit starker Wölbung am rechten Ende des Lumia 1020, sodass das Lumia 1020 wie eine klassische Kompaktkamera in der Hand liegt. Zusätzlich verfügt diese über einen integrierten 1020-Milliamperestunden-Akkumulator und ein Gewinde für handelsübliche Stative. Der Preis betrug 55 €.

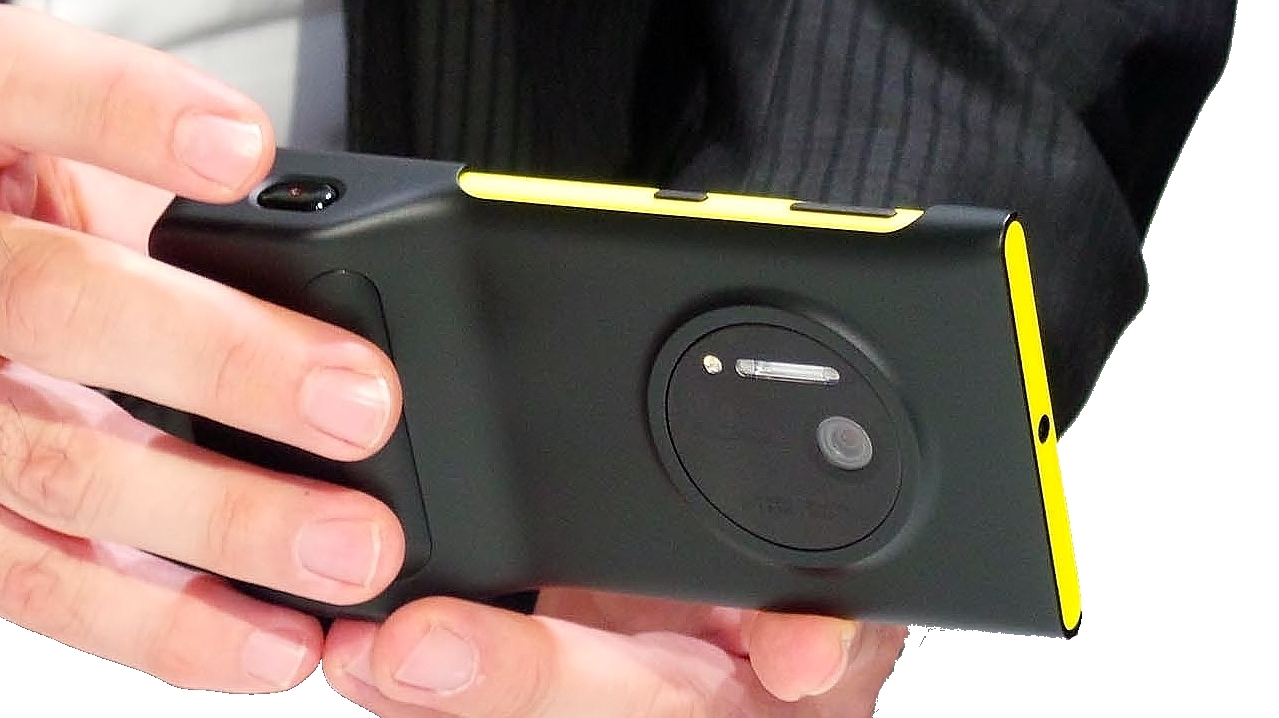
Camera-Grip mit gelbem Lumia 1020

## Beispielbilder

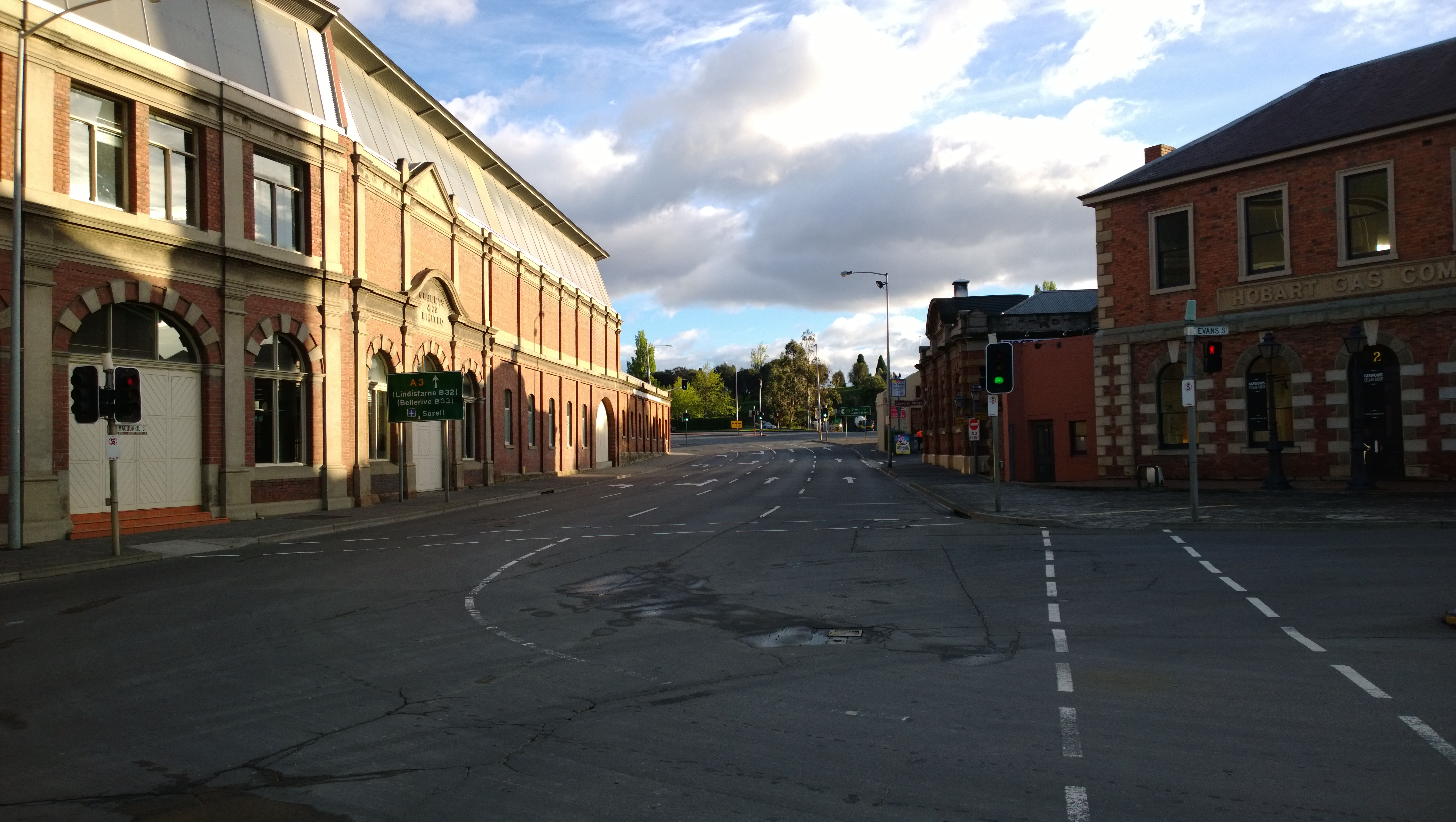
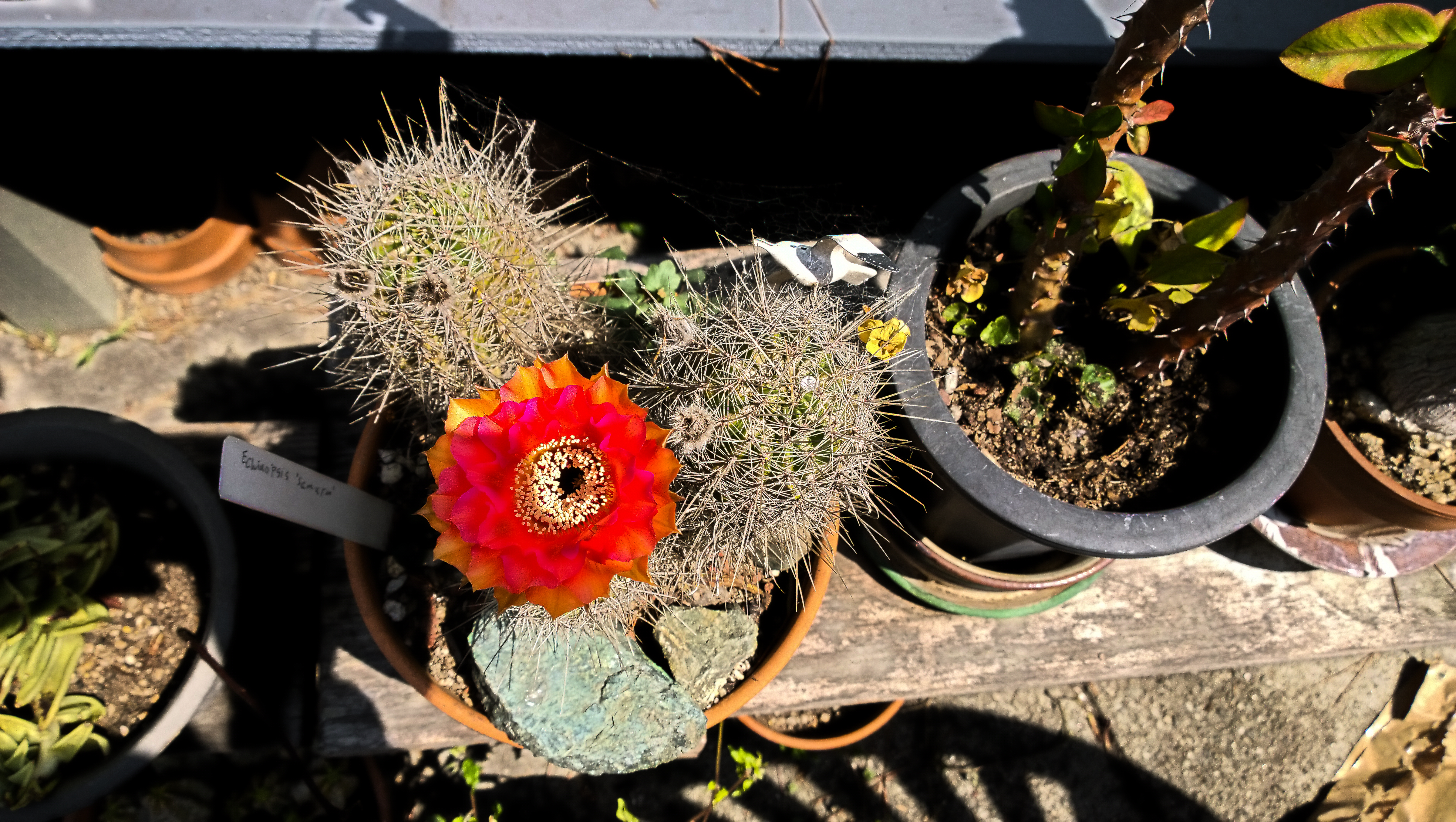
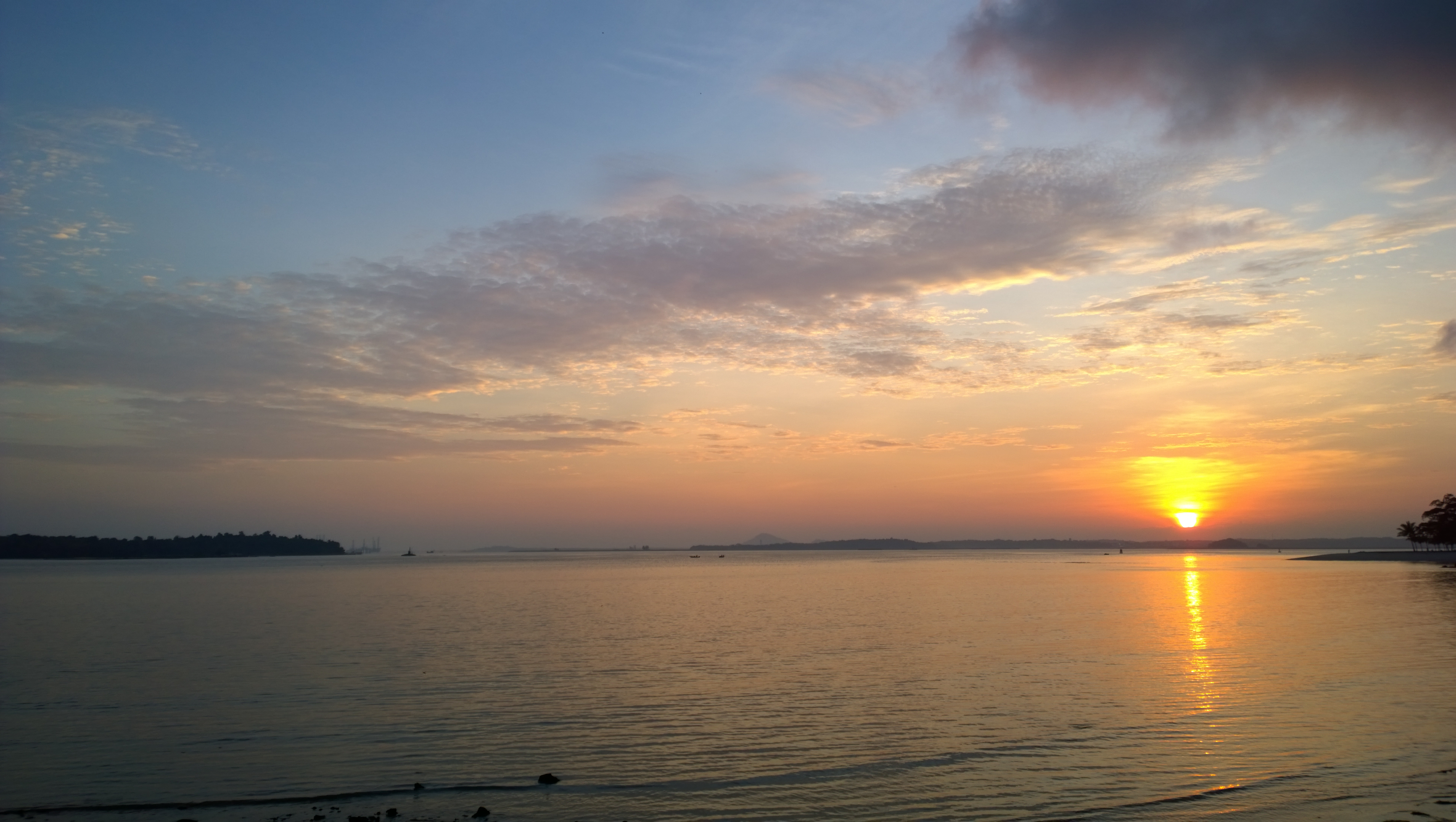
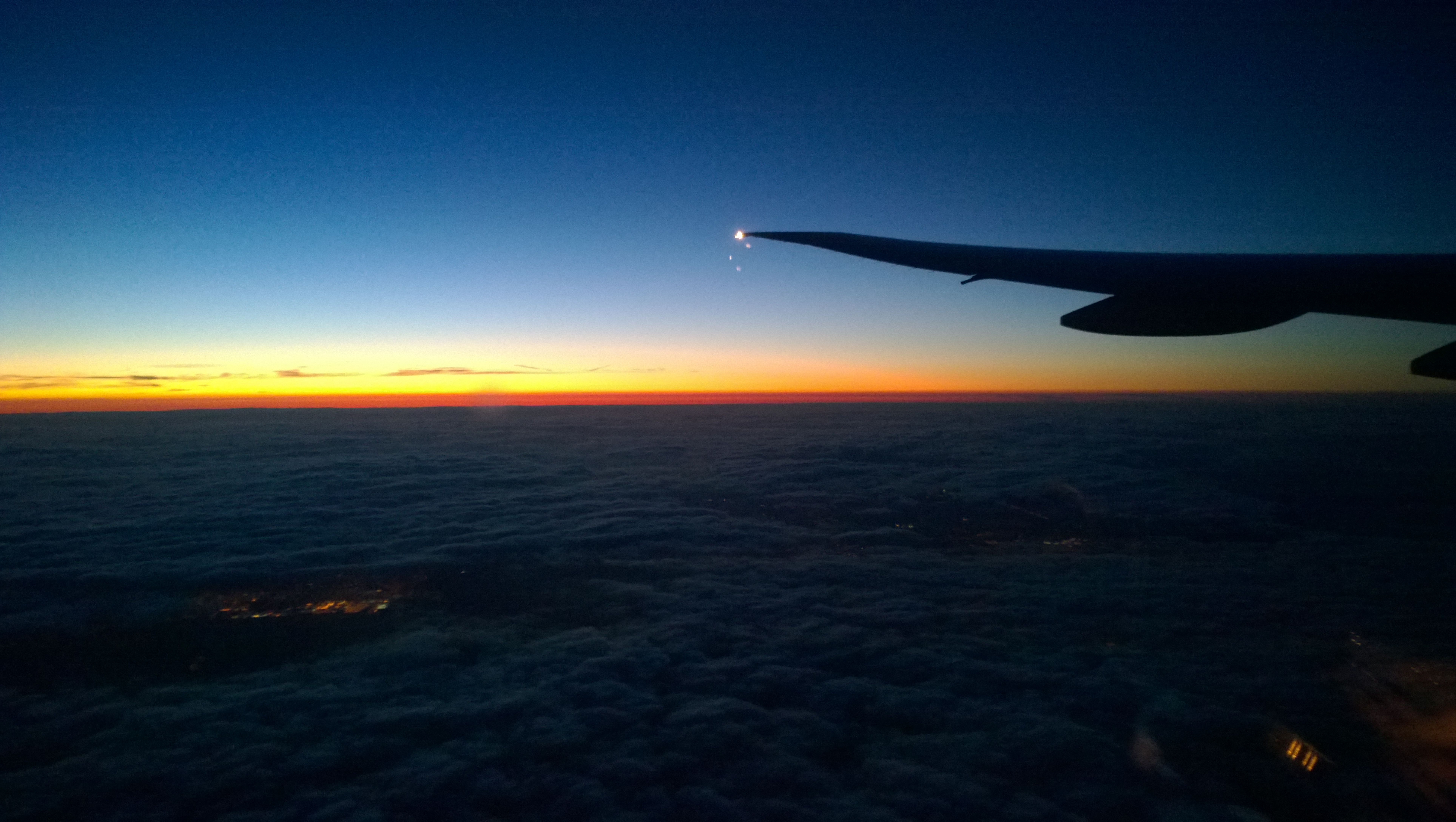
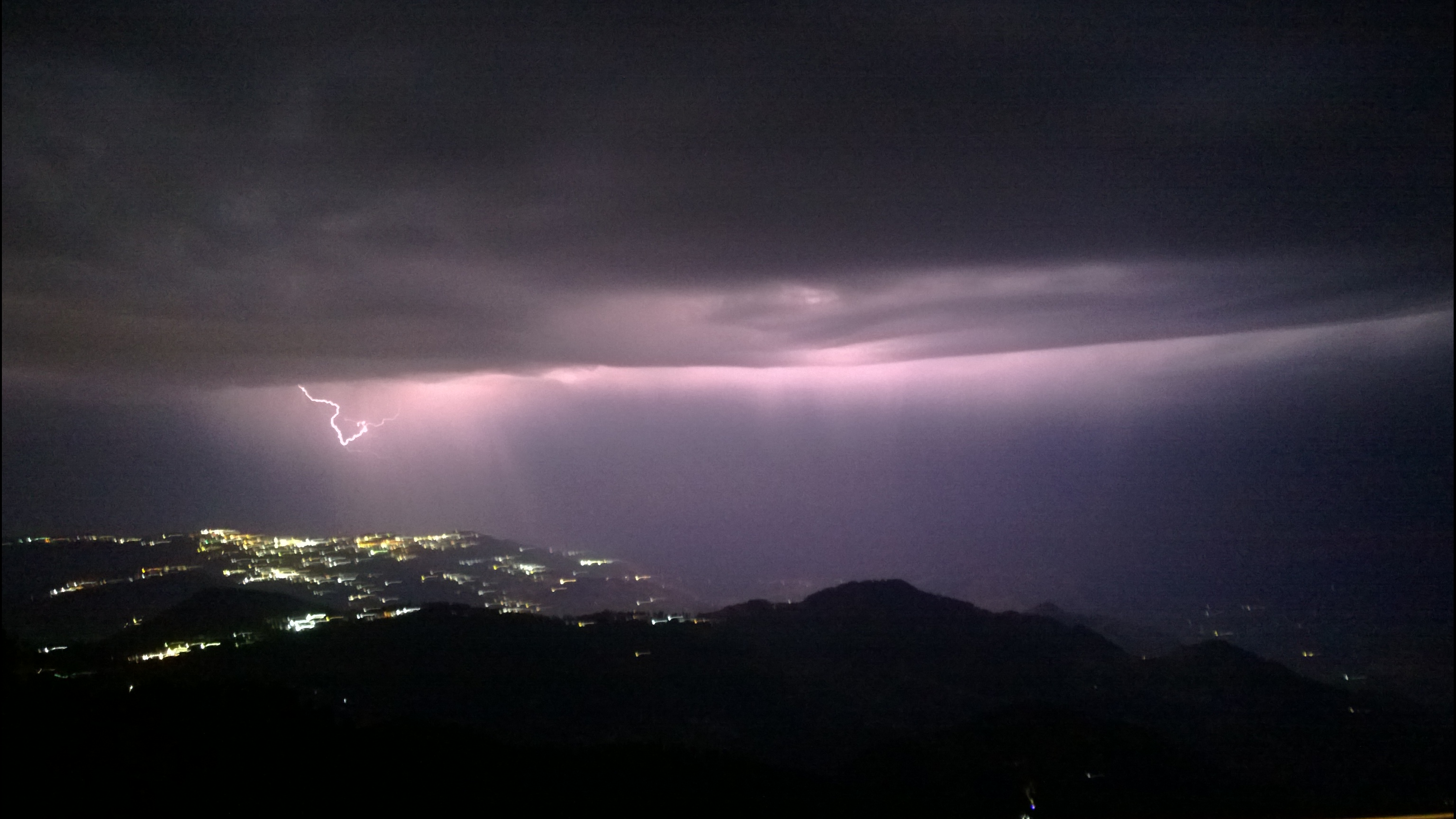